# Catfishing
Catfishing ist eine Täuschungsaktivität, bei der eine Person in einem sozialen Netzwerk eine gefälschte Online-Identität erstellt und sich in der Regel zielgerichtet ein bestimmtes Opfer aussucht. Catfishing wird häufig auf Dating-Websites meist in betrügerischer Absicht eingesetzt. Die Praxis kann zum finanziellen Vorteil, zur Kompromittierung eines Opfers oder als Trolling eingesetzt werden.

## Begriff
Der Begriff Catfishing wurzelt in der Geschichte, dass Katzenwelse (englisch Catfish) eingesetzt wurden, um während des Transports von Alaska nach China lebende Dorsche in Bewegung zu halten. Als Begriff für Liebesbeziehungen mit Fake-Accounts wurde er erstmals 2010 in dem Dokumentarfilm Catfish des Filmemachers Nev Schulman und der darauf aufbauenden Reality-Show Catfish verwendet. Die Frage nach der Strafbarkeit von Fake-Profilen und Catfishing kann nicht generell beantwortet werden, es kommt immer auf die individuelle Fallbeurteilung an.